# Graneros
Graneros es una comuna y ciudad de la zona central de Chile, ubicada en la Región del Libertador General Bernardo O'Higgins, Provincia de Cachapoal, Chile, posee una superficie de 113 km² y una población de 35.938 habitantes (Censo 2024), correspondientes a 17.613 hombres y 18.325 mujeres. Se encuentra a una distancia de 74,36 km de Santiago y a 11,97 km de Rancagua. En conjunto a las comunas de Mostazal y Codegua, Graneros integra la zona del Cono Norte de la Región de O'Higgins, siendo su principal núcleo urbano y polo de desarrollo agroindustrial, comercial y de servicios.

## Historia

### Período prehispánico

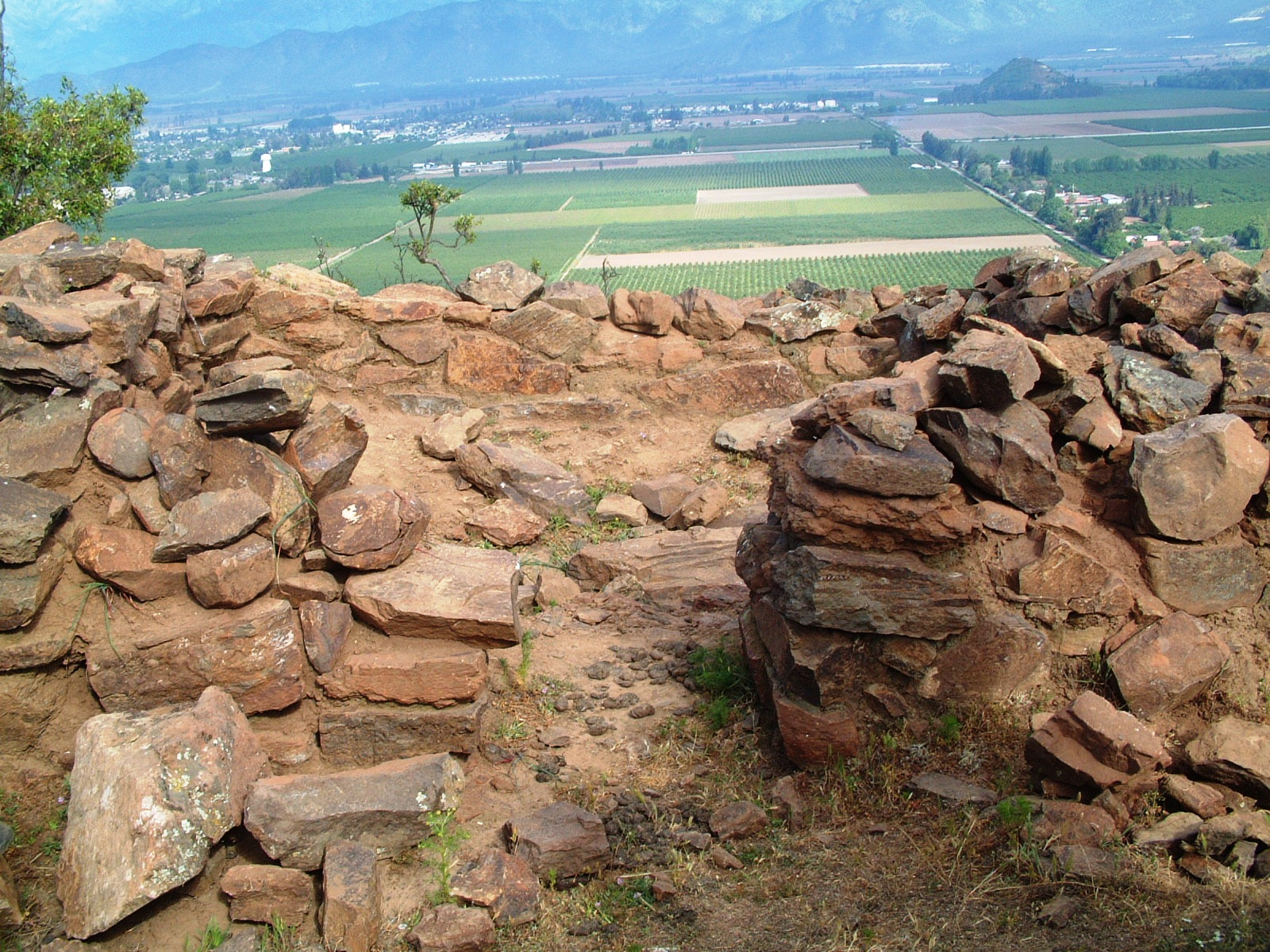
Vestigios del Pucará de La Compañía.

El territorio donde se ubica actualmente la comuna de Graneros cuenta con comprobables antecedentes de prematura ocupación de pueblos originarios (X milenio a. C.) Los indígenas del Valle del Cachapoal corresponden mayoritariamente a "Picunches" que antes de la llegada de los españoles se asocian con el lonco Cachapoal, y se autodenominaban Cachapoales. Su asentamiento se ubicó principalmente en los alrededores de lo que hoy es la ciudad de Rancagua, a orillas del río y el valle que lleva el mismo nombre, por diversos grupos, principalmente familiares, que se dispersaban libremente por su territorio. En ese entonces el área de Graneros era un paso hacia el norte a través del Paso de Angostura, al norte de Mostazal. Y el Cerro de La Compañía fue un punto estratégico del control de ese paso, existiendo una comunicación entre los pueblos regidos por los Caciques de cada sector. También se tienen antecedentes de ocupación temprana (VIII milenio a. C.) de otro pueblo originalmente nómade y recolector-cazador, los "Chiquillanes", quienes cruzaban dependiendo de la estación de un lado a otro de la Cordillera de Los Andes, con incursiones al valle y de forma más expóradica hacia la costa, que al momento de la conquista española en Chile, se mantuvieron en territorio argentino
Antes de la Conquista, los Picunches de cada aillarehue se rindieron sin oponer mayor resistencia a los Incas, ya que culturalmente siempre se mostraron indiferentes a otros pueblos que los dominaron, a diferencia de sus hermanos mapuches de más al sur, que poseían una cultura más guerrera. Y a la caída del Imperio Inca, pasaron algunos años hasta que llegaron españoles a esas tierras.
En esa época, los conquistadores se encuentran con espacios cultivados de maíz, o con ganado compuesto por llamas. En cuanto a la minería, existe información referente a la extracción de cobre en el sector del interior de Codegua. Los españoles que se avecinan, primero ocupan lo que hoy es Rancagua, refundando la aldea existente.
Existen vestigios de ocupación en la zona por el Imperio inca, asociado al Pucará de La Compañía. Seguramente servía al comercio y dominio que este imperio sustentaba con los habitantes de más al sur.

### Periodo colonial e Independencia de Chile
Uno de los primeros encomenderos del actual cono norte de la región que se menciona a través del "Libro Becerro" es don Gonzalo de los Ríos y Ávila, quien llegó como uno de los soldados que arribo al territorio junto a don Pedro de Valdivia. Junto a una estancia en el valle de Codegua, por sus servicios en la conquista, se le entregó otra estancia en La Ligua y la administración de los lavaderos de oro del Marga Marga. Luego se traspasó su encomienda a su hijo Gonzalo de los Ríos y Encio. Con la muerte de los Ríos y Encio, la propiedad fue entregada vía encomienda o merced de tierras a otros soldados y un sacerdote, dentro de los que es posible mencionar a don Alonso de Toledo y a su hermano Luis de Toledo, quienes fueron dueños de la Estancia "Punta de las Cabras" y "Queyemavida" respectivamente, que corresponden a los actuales terrenos donde se ubica el cerro denominado popularmente como "Pan de Azúcar". Posteriormente a los hermanos Toledo se les entregaría otra estancia al oriente, en territorios que eran conocidos como Tunca Alto. Algo más al sur se ubicaba don Alonso de Córdova, quien era propietario del sur del actual Graneros y una parte importante del norte de Rancagua. 
A la muerte de los hermanos Toledo, en 1615 la Compañía de Jesús adquirian ambas propiedades, una por cesión y la otra por compra, para ir incrementando poco a poco aún más la propiedad, con otras adquisiciones. En septiembre del año 1663, después que una expedición militar visitó la cordillera arriba de Rancagua, los jesuitas compraron la hacienda de la familia Barahona que incluía la quebrada de Codegua y todas las tierras cordilleranas entre los ríos Codegua y Coya. Los Jesuitas ya arrendaban las tierras hacía años, pero su compra cerró una gran parte de la cordillera a los ganados de la familia Córdova. Después, en 1665, compraron la estancia del teniente Juan Fernández de Porras que colindaba con las tierras del capitán Francisco Caviedes, el asiento de Machalí y las tierras de Rancagua.
En los tres años siguientes la familia Córdova demandó al teniente Juan Fernández de Porras y a los jesuitas, indicando que existía previa a la venta del año 1665 una promesa de venta de parte del teniente para venderles a ellos su estancia y la de los dominicos. En 1667 los jesuitas negociaron un deslinde entre sus tierras y las del capitán Francisco Caviedes, quien había utilizado parte del potrero de Coya por años, además de su estancia en Machalí. En 1668 la Real Audiencia falló a favor de los jesuitas y confirmaron la compra de la hacienda de la familia Fernández de Porras.
En 1672 los Jesuitas nuevamente ampliaron sus propiedades al comprar la estancia abandonada del convento de Santo Domingo en la zona de Machalí (que llegaba hasta la actual Villa de La Compañía). Las compras de los jesuitas encerraron a la familia Córdova, quienes vieron como su estancia se había reducido en tamaño por las pretensiones de los Jesuitas. En parte esta fue porque las tierras cercanas al asiento de Machalí, compradas por los jesuitas, fueron reclamadas por los Córdova como parte del título de merced del año 1579. Para aumentar la presión sobre los jesuitas, Alonso de Córdova les informó que su hermano Juan de Córdova le había cedido un título de tierras del capitán Juan de Tapia del año 1585 del valle de Codegua, donde los Jesuitas tenían sus instalaciones. Él les indicó que él se consideraba dueño de las tierras en las cercanías del cerro de Tuniche.
Esta nueva realidad judicial y su edad avanzada cambiaron la actitud del general Alonso de Córdova, quien en febrero del año 1675 decidió comprar las tierras de la zona de Machalí por 3000 pesos y el canje de algunas de sus tierras como parte de pago. Por lo cual Alonso de Córdova entregó a los jesuitas los potreros de Pangal, Totoral y todas las tierras cordilleranas relacionadas con dichos ríos. Por medio de esta compra los jesuitas llegaron a ser dueños de todas las tierras exploradas en la cordillera de Cachapoal por parte del teniente Nicolás Santos, en los años 1662 y 1663. El conflicto sobre la ubicación del resto del deslinde entre las dos estancias se mantuvo a nivel local hasta el 29 de enero del año 1685, cuando el general Alonso de Córdova y el padre provincial de los jesuitas Francisco Tereira llegaron a un acuerdo sobre el deslinde en la zona de Tuniche. Como parte clave en el acuerdo subieron el cerro de Tuniche que separaba las Rinconadas de Codegua (Graneros) y Chacón (Rancagua) para definir una línea de deslinde entre las dos haciendas.
En primer lugar, aceptaron que la barranca del estero de Machalí serviría como deslinde principal, para lo cual mediaron tres líneas desde diferentes puntos del cerro de Tuniche hasta donde el camino real cruzaba el estero de Machalí. La primera línea, la más al norte, seguía la palizada que los Toledo habían construido para proteger sus ganados, mientras que las dos siguientes intentaron hacer una línea recta entre el cerro de Tuniche, la barranca del estero de Machalí y la Peña Naranjado que se veía en la cordillera adelante. Decidieron que la línea del medio representaba el deslinde más justo y así lo indicaron ante el notario. El nuevo deslinde seguía el estero de Machalí, sin cruzarlo, hasta llegar al deslinde previamente fijado con la estancia de Francisco Caviedes. Para compensar a los Jesuitas por la pérdida de una parte de sus tierras, porque el estero de Machalí no corría en línea recta, el general Alonso de Córdova pagó a los Jesuitas unos 230 pesos al contado. Dos años después en 1687 los herederos del general Alonso de Córdova pidieron una mensura de su estancia para definir ahora las tierras pertenecientes al pueblo de indios de Rancagua, y a la vez judicializar el deslinde que previamente habían establecido frente al notario. Los nuevos dueños de la estancia de Rancagua intentaron varias veces reconsiderar la ubicación del deslinde de Tuniche; sin embargo, la voluntad escrita del general Alonso de Córdova superaba sus quejas. El deslinde definido hace tantos años, es lo que hoy separa las comunas de Graneros, Rancagua y Machalí.
En 1767, los jesuitas son expulsados de todos los reinos de la Corona española, lo que genera la salida de ellos desde la Hacienda. Esta pasa a manos de la Corona y se procede a su remate, adjudicándosela el conde de la Conquista, Mateo de Toro y Zambrano, en 1771. La Hacienda continua su producción agrícola, tal como la dejaron los misioneros, y surte a todo el Reino de Chile. Don Mateo de Toro y Zambrano, ya de cierta edad, pasa el verano en la Hacienda, y el invierno en la Casa Colorada. A la muerte del conde, su hijo José Gregorio, que vuelve de España luego de realizar sus estudios de Leyes, hereda las propiedades junto a su esposa, Josefa Dumont de Holdre. El matrimonio tiene tres hijos, Manuel María (fallecido defendiendo los intereses de la monarquía en la batalla de Maipú), José y María Nicolasa.
El padre muere joven, dejando a la condesa Josefa a cargo de una Hacienda en medio de una Guerra de Independencia que le es totalmente contraria. Ella, una realista beligerante y antagonista a la visión independentista de gran parte de los Toro-Zambrano, envía a sus hijos de quince años a "defender los intereses de la Corona". Los muchachos mueren en batalla, quedando ella viuda y sin heredero varón. Al perder España la guerra, Bernardo O'Higgins elimina todas las encomiendas y títulos, quedando entonces sin su Casa Colorada ni su Hacienda. Por esto, acude a hablar con el Director Supremo, y ofrece la mano de su hija María Nicolasa de Toro-Zambrano y Dumont de Holdre, a cambio de conservar la Hacienda. Entregando la Casa Colorada al futuro marido designado por Bernardo O'Higgins, Ramón Freire, ya que no se podía comenzar un nuevo país sin tener un sustento asegurado, como era el proporcionado por la Hacienda. Pero Nicolasa de Toro-Zambrano se enamora del administrador de la Hacienda, Juan de Dios Correa de Saa y Martínez, con quien se casa a complacencia de la madre, quien logra mantener para la familia la Hacienda, y deja a su hija casada con un patriota. Nicolasa de Toro-Zambrano y Dumont de Holdre, casada con Juan de Dios Correa de Saa y Martínez, quien fuera Presidente del Senado de la República en 1861, toma un real protagonismo en los quehaceres de la Hacienda, y logra que el trazado del tren al sur, tenga una estación en el cruce con el camino que une los dos caminos reales. De esta forma, la Hacienda surte de sus productos a través del ferrocarril, y se genera un poblado alrededor de la estación y graneros de acopio, que se convertiría en la actual ciudad de Graneros.

### SigloXIX

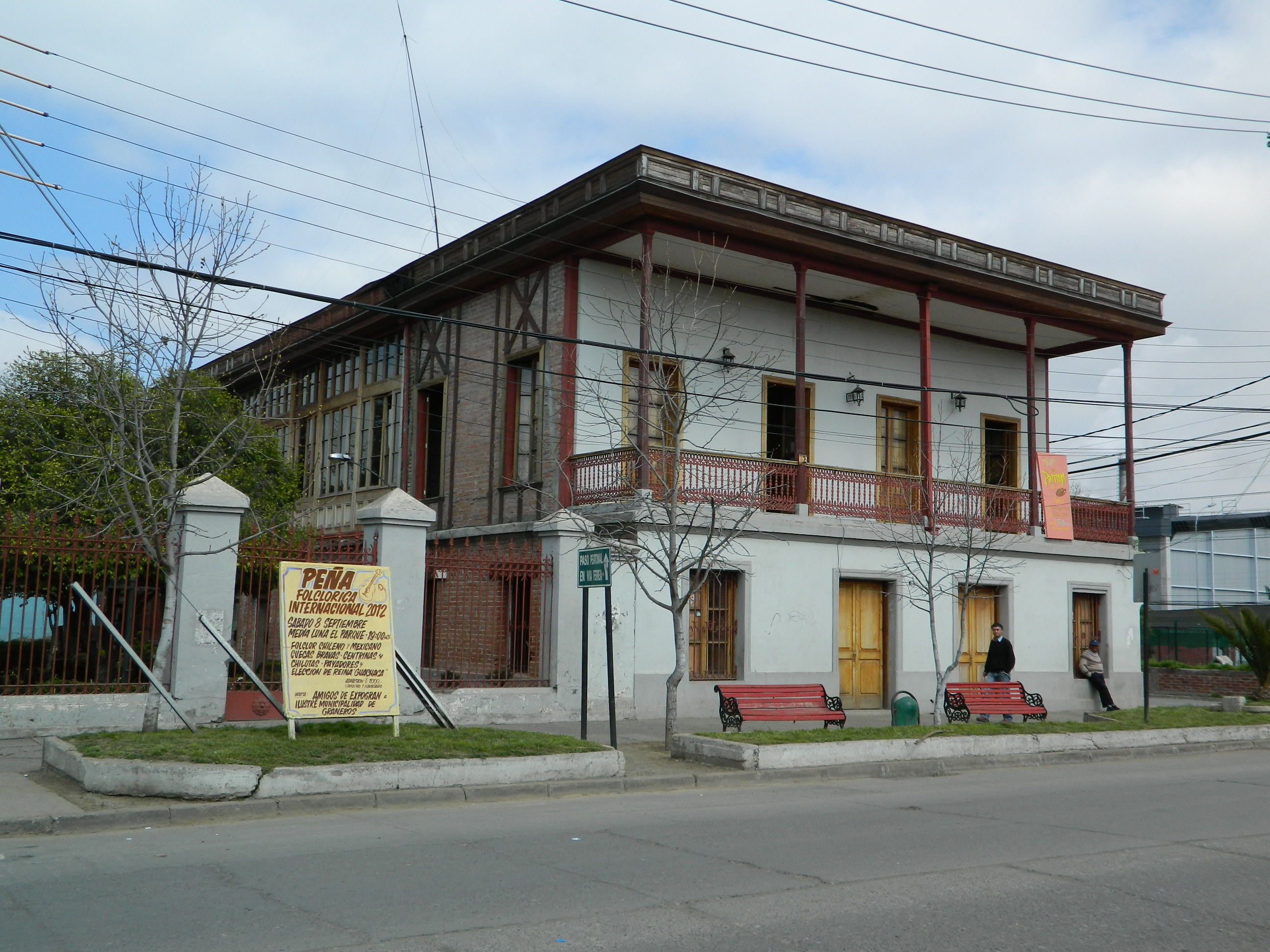
Casa Hodgkinson, construida en 1884.

En 1859 se inaugura el tramo Santiago-Rancagua de la Empresa de los Ferrocarriles del Estado. Sin una estación definitiva, se autoriza una parada en la Hijuela Los Graneros. Se construye una estación ferroviaria que sería inaugurada el 14 de julio de 1860, la que fue nombrada como "Graneros", dándole de esta forma el nombre definitivo al poblado. 
Una vez concluida la guerra del Pacífico en 1883 y en virtud de los nuevos territorios anexados se aplicó una nueva organización territorial en el país. El 10 de diciembre de 1883 se creó la provincia de O´Higgins, con parte del antiguo departamento de Rancagua, que antes pertenecía a Santiago. El 7 de noviembre de 1885, el pequeño poblado de Graneros, es elevado por decreto a la categoría de Villa. 
De acuerdo a la Ley N.º 4.111 denominada “Organización y Atribuciones de las Municipalidades” y a la “Ley de Comunas Autónomas”, aprobadas el 22 de diciembre de 1891, promulgadas, publicadas y decretadas por el presidente Jorge Montt Álvarez (1886-1896), el 24 de diciembre de 1891 se crea la Municipalidad de Graneros. Su territorio comprendía las subdelegaciones 7.ª La Compañía y 8.ª de Codegua, del departamento de Rancagua, con los límites que les asignaba el decreto de 7 de noviembre de 1885. Si bien, en aquel entonces la Subdelegación de Codegua contaba con una mayor población que Graneros, don Manuel José Irarrazaval Larraín (ministro del Interior, 1891), marido de doña Isabel Correa Toro, dueña de la Hijuela San Rafael, posteriormente conocida como fundo Callejones de Graneros, aprovecho su influencia política como gestor del proyecto de "Nuevas Comunas Autonomas", para crear el nuevo municipio en Graneros.
En 1893 don Juan Rafael Ovalle loteó cuatro cuadras de terreno que le había comprado a su madre, constituyendo cinco manzanas de terreno que puso a la venta, con cómodas condiciones para los interesados. Ese mismo año su madre Adelaida Correa Toro, vende el fundo Los Torunos a don Gregorio Donoso, sin antes regalar las propiedades que ocupaban a sus inquilinos. 
El 17 de noviembre de 1899 se dio lectura al acta de fundación del municipio de Graneros en la Plaza Ovalle (Vieja), con la presencia de autoridades locales y vecinos. No hay antecedentes del porqué se efectuó tan tardíamente dicho acto, siendo que en rigor el municipio llevaba tres períodos eleccionarios de alcaldes y regidores.

### SigloXX
Un hito muy importante ocurrió en 1901, cuando junto al ingeniero Gilbert B. R. Hodgkinson, don Juan Rafael Ovalle arman el primer automóvil en Chile, hecho acontecido en la Casa Hodgkinson, patrimonio histórico ubicado en la intersección de Av. La Compañía y Av. O'Higgins. Este carro recorrió las calles granerinas de la época. Gilbert Hodgkinson, un ingeniero de origen inglés, había llegado a residir a Graneros muy joven, en 1902 contraería nupcias con una sobrina de Juan Rafael Ovalle Correa. En el primer piso de esa casa, este ingeniero, junto con Ovalle Correa, fundan la Maestranza Ovalle-Hodgkinson. Donde se fabricaron piezas para ferrocarriles, y luego, al conocer a William Braden, las primeras locomotoras de trocha angosta que llegarían a la actual mina de cobre, El Teniente. 
La fundación de El Teniente inicia en esa casa, ya que Graneros, al tener la conexión de Ferrocarriles, y al estar muy cerca de la ubicación de la mina, se transforma en el centro de operaciones de Braden Cooper Company. Y desde allí se montan expediciones de exploración de vetas y caminos para su desarrollo y explotación. Sin embargo, dado que don Carlos Irarrázabal Correa, quien era dueño de los faldeo de Codegua, no quiso ceder los derechos de paso, Braden y Cia. se trasladaron a Rancagua, e inició la ruta por donde hoy está trazada. El periodo de la República Presidencial (1925 - 1973) estuvo marcado por la progresiva modernización industrial de la economía de Graneros, es así como, en 1936, la fábrica Weir Scott y Cia de leche condensada pasa a formar parte de Nestlé modificado su razón social a SONALEGRA (Sociedad Nacional Lechera de Graneros), y posteriormente a CHIPRODAL (Sociedad Chilena de Producción de Alimentos) como consecuencia de la diversificación de sus líneas de producción (elaboración de Nescafé y posteriormente Milo, Nesquik y cereales infantiles). 
En 1910, luego del fallecimiento de doña Isabel Correa de Irarrázabal, sus familiares procedieron a vender gran parte de sus propiedades. Entre los compradores se encontraron don Abraham Gática, quien adquirió el fundo Santa Isabel de La Compañía, don Alberto González Errázuriz, que adquirió la hijuela número uno de La Compañía; los señores José Francisco Correa Albano y don José Rafael Salas, adquirieron la hijuela número dos de Graneros que rápidamente particionaron y don Luis Barros Borgoño, como director de la Caja de Crédito Hipotecaria, que adquirió la hijuela tres de Graneros. La Caja de Crédito Hipotecario lotearía a contar de ese mismo año la propiedad para conformar la Población Agrícola de Graneros (entre calles santa María y Concepción)
En el contexto de auge y consolidación del Desarrollismo en América Latina e implementación de la política económica de industrialización por sustitución de importaciones o modelo ISI, la CORFO (Corporación de Fomento de la Producción) impulsa la construcción de una nave industrial cuya finalidad fue la atracción de capitales extranjeros, y posteriormente ser la base para la formación de la industria CORFIAT Rancagua (filial chilena de la empresa italiana Fiat), planta automotriz que da un gran impulso al desarrollo industrial y habitacional de la comuna (con la creación de comités de vivienda y la posterior conformación de Villa Fiat). Tras el Golpe de Estado del 11 de septiembre de 1973, la empresa de Graneros fue intervenida y los trabajadores fueron sometidos a despidos, controles y torturas. Esta fue cerrada en 1981 debido a la crisis económica de 1982, en el contexto de la adopción del Neoliberalismo y Monetarismo en el periodo de Dictadura Militar, que en posterior alineación a los principios del Consenso de Washington, entre sus principales medidas económicas, se encontró la aplicación del modelo de ventajas comparativas en la política de planificación económica a nivel regional, resultando en un proceso regresivo de desidustrialización y ajuste de la economía local a la preeminencia del modelo agroexportador.

## Medio ambiente

### Geomorfología y componentes abióticos

Trazado simplificado de los ecosistemas y cuerpos de agua presentes en la comuna de Graneros.

La comuna de Graneros se encuentra emplazada en las unidades geomorfológicas de Cuenca de Rancagua y Cordillera de la costa; y presenta según la clasificación climática de Köppen clima mediterráneo de lluvia invernal (Csb) y clima mediterráneo de lluvia invernal de altura (Csb (h)). Esta además se halla entre las cuencas hidrográficas de río Maipo y río Rapel (subcuenca alta del Río Cachapoal) Además, la comuna posee diversos cuerpos de agua, entre los que se destacan el Estero Codegua, Estero La Cadena y Estero La Leonera.

### Componentes bióticos
Dentro del territorio de la comuna se pueden hallar los siguientes ecosistemas:
- Bosque caducifolio mediterráneo costero donde predominan Nothofagus macrocarpa y Ribes punctatum (Vulnerable)
- Bosque esclerófilo mediterráneo andino donde predominan Quillaja saponaria y Lithrea caustica (Vulnerable)
- Bosque esclerófilo mediterráneo costero donde predominan Cryptocarya alba y Peumus boldus (Vulnerable)
- Bosque espinoso mediterráneo interior donde predominan Acacia caven y Prosopis chilensis (Vulnerable)

### Medidas de protección ambiental
Hasta 2022, la comuna de Graneros cuenta con las siguientes zonas que poseen algún nivel de protección ambiental:
- Alhué (Paisaje de Conservación)[14]
- Cordón de Cantillana (Sitios Ley 19.300)[15]
- Cordillera de la costa Norte y Cocalán (Sitios Ley 19.300)[16]

## Demografía

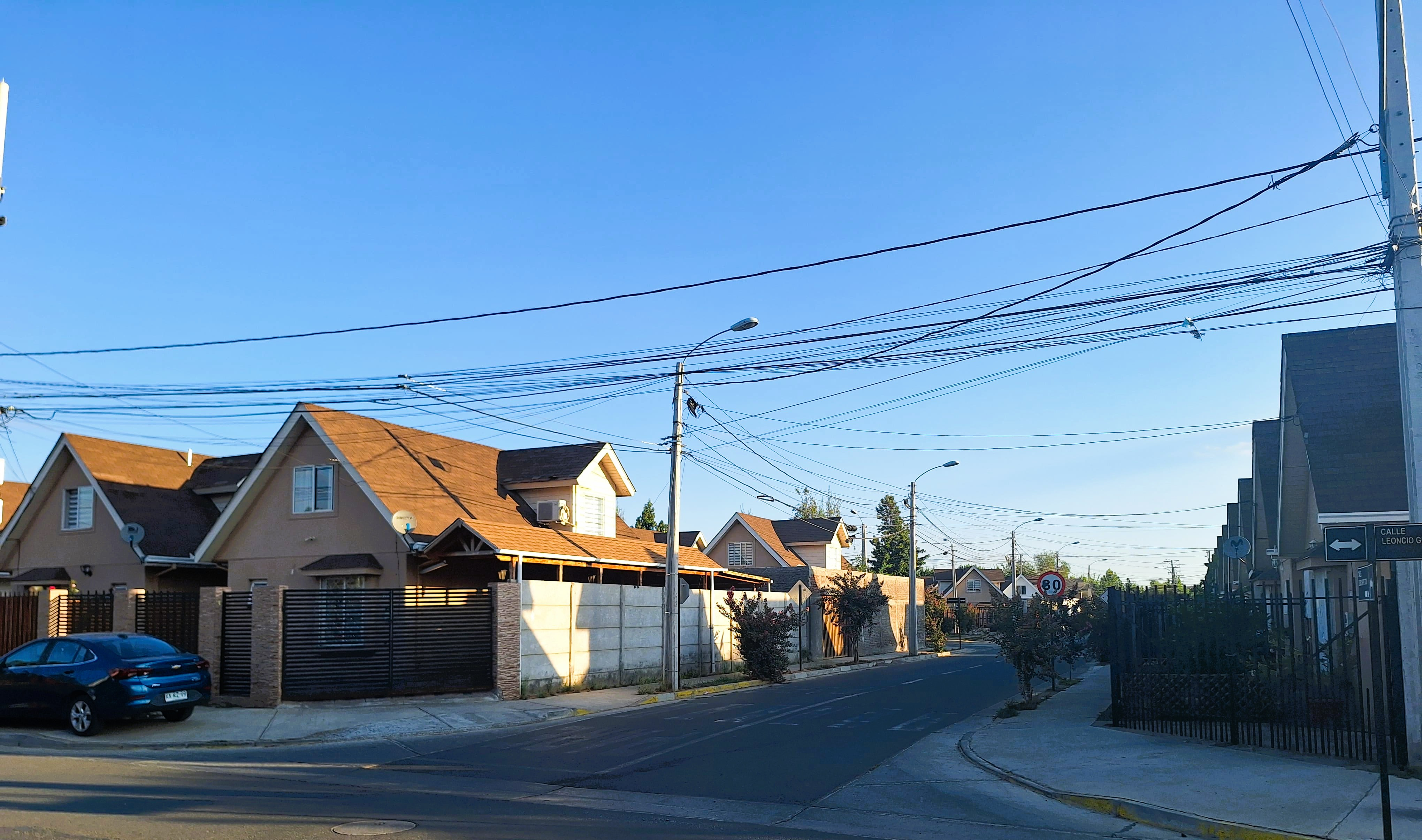
Villa Los Torunos, en el sector oriente de Graneros.

### Localidades
El área urbana de la comuna de Graneros se clasifica en los siguientes sectores vecinales:
- Graneros Centro: Área delimitada por Ruta H-10 (al poniente) y calles Santa María (al norte), Luis Barros Borgoño Norte (al oriente) y Av. La Compañía (al Sur). En este sector se encuentra la Plaza de Armas de Graneros, fábrica Nestlé Graneros y servicios principales de salud (Hospital Santa Filomena), comercio (SuperBodega aCuenta) y transporte (Estación Graneros).
- Graneros Norte: Área conformada por los barrios Corvi Norte, Villa Hodgkinson, Los Lagos, Los Regidores, El Manzanal, El Roble, El Parque, San Hernán y Plaza Graneros (SOCOVESA). Corresponde a soluciones habitacionales gubernamentales y desarrollos inmobiliarios entre la década de 1970 hasta la actualidad.
- Graneros Sur: Área conformada por los barrios Villa Hospital, Chiprodal, Conde de La Conquista, Domingo Yáñez, Las Acacias, Pedro Aguirre Cerda (PAC), Los Líderes, Capricornio, El Bosque, Casas Las Mercedes y Villa Doña Catalina. Corresponde a antiguas poblaciones producto de tomas de terreno regularizadas en la década de los 60s y 70s (Domingo Yáñez y Capricornio), desarrollo inmobiliario vinculado al proceso de modernización industrial (Chiprodal y Las Acacias), y nuevos proyectos inmobiliarios en conexión con la Ruta H-10 hacia la comuna de Rancagua con desarrollo posterior a la década de 2010s (Casas de Las Mercedes y Villa Doña Catalina).
- Graneros Poniente: Área conformada por los barrios Portal de Santa Julia, Sagrada Familia, Cruz Roja, Los Poetas, Rafael Carvallo, Bicentenario y Villa Alejandro Goic. Corresponde a soluciones habitacionales gubernamentales y autogestionadas vía comités de vivienda.
- Graneros Oriente: Área conformada por los barrios El Aromo 1 y 2, Villa Monasterio, Villa Magisterio, Los Castaños, Camino del Alba, Covigra, Los Torunos, Jardines de Graneros, CORVI Sur I y II, Santa Rosa, Nueva Ciudad, San Benito y Villa Fiat. Corresponden a desarrollos y soluciones habitacionales vinculadas al proceso de modernización industrial de la comuna, y a nuevos proyectos inmobiliarios con desarrollo posterior a la década de los 90s.

El área rural de la comuna de Graneros se compone por las siguientes localidades: Cuarta Hijuela, El Arrozal, El Molino, La Ballica, La Compañía, La Anivana, Las Higueras, Los Romeros, Nuevos Campos, Santa Julia, Santa Margarita y Tuniche.

## Administración

### Municipalidad
La Ilustre Municipalidad de Graneros es dirigida por el alcalde Marcelo Miñañir Matus (Independiente), el cual es asesorado por 6 concejales:
- Carlos Antonio Ávila Parraguez, Independiente-Verdes Liberales por una Comuna Segura (Partido Liberal y Federación Regionalista Verde Social).
- Teresa Carmen Elgueta Moreno, Independiente-Tu Comuna Radical (Partido Radical).
- Valentina Paz Segovia Donoso, Partido Liberal.
- Angélica del Carmen Moreno Miranda, Renovación Nacional.
- Natalia Espinoza Valerio, Independiente, Chile Vamos (UDI-RN-Evópoli).
- Thae Loiza Galaz, Partido por la Democracia.

### Representación parlamentaria
Graneros pertenece al distrito electoral N.º 15 y a la VIII circunscripción senatorial (O'Higgins). Es representada en la Cámara de Diputados del Congreso Nacional por los diputados(as) Marta González (Ind-PPD), Marcela Riquelme (Ind-FA), Natalia Romero (Ind-UDI), Raúl Soto (PPD) y Diego Schalper (UDI). De igual modo, es representada en el Senado por los senadores(as) Alejandra Sepúlveda (FRVS), Javier Macaya (UDI) y Juan Luis Castro (PS).

## Economía

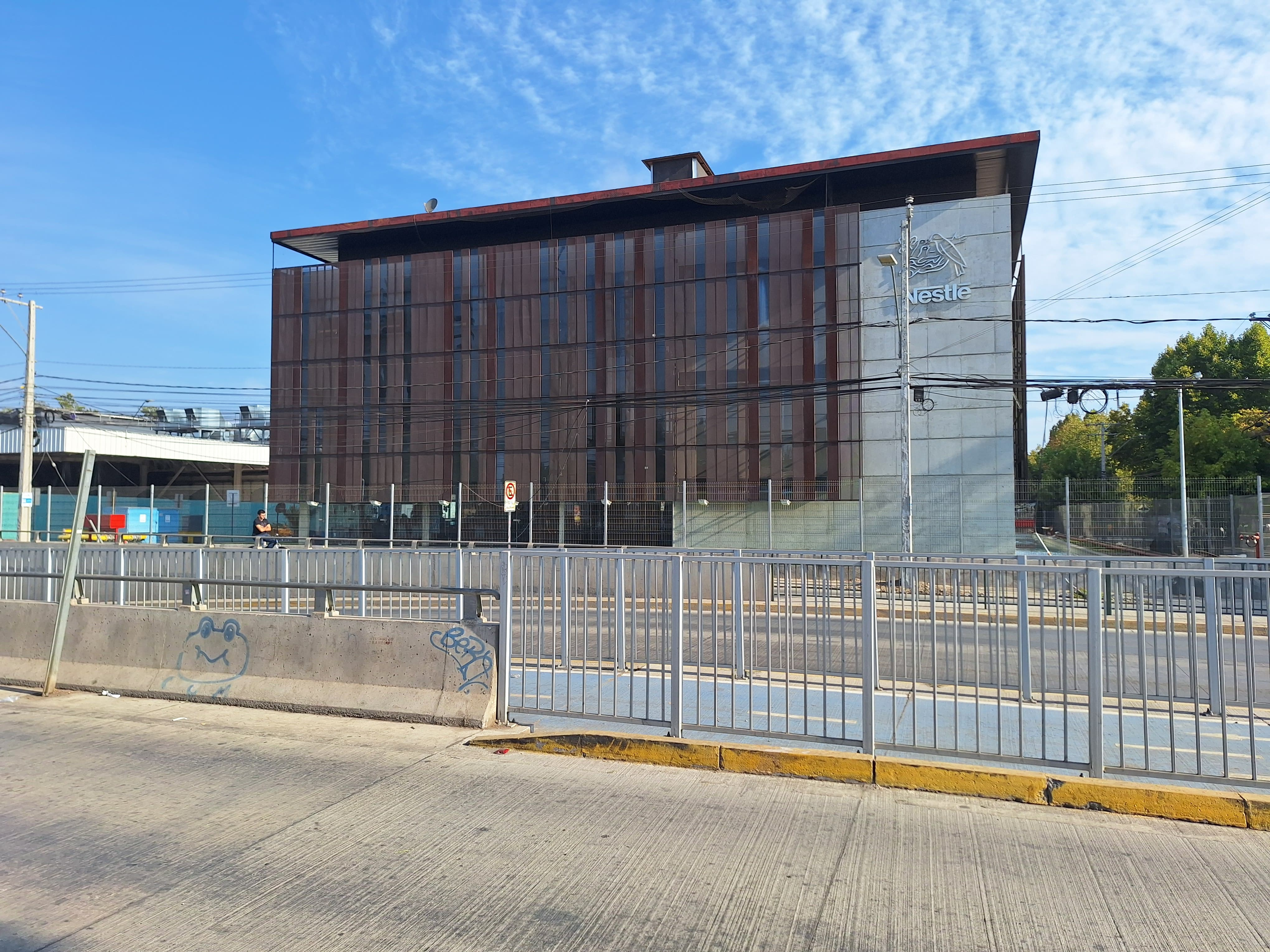
Edificio Block Social, Nestlé Graneros.

La matriz económica de la comuna de Graneros se concentra en actividades derivadas y altamente dependientes de la agricultura, integrando cadenas de valor con un alto grado de internacionalización, modernización técnica e inversión nacional y extranjera directa (IED) en desarrollo de negocios e investigación, desarrollo e innovación destinados a la Biotecnología e Ingeniería en Alimentos. 
Entre los principales sectores económicos de la comuna de Graneros se encuentran:
- Sector Agroindustrial/Agroexportador: Con base en las actividades de procesamiento industrial de alimentos para el consumo nacional y regional (América Latina), y la exportación de frutas sin hueso y otras frutas frescas al mercado internacional. Las principales empresas que conforman este sector son Nestlé[17] y Tuniche Fruits.[18]
- Sector Biotecnológico: Vinculado a la investigación y desarrollo de cultivos/semillas vegetales, y lavado, secado y comercialización de semillas vegetales para uso doméstico y exportación al mercado internacional. Las principales empresas que integran este rubro son Bayer Monsanto (Cono Sur),[19] Syngenta (Centro de Investigación de Cultivos)[20] y Semillas Tuniche.
- Otros sectores económicos: Industria de procesamiento de cartones (International Paper),[21] y producción de gases industriales (INDURA).[22]

## Relaciones internacionales

### SigloXX
Durante el siglo XX, la comuna de Graneros mantuvo relaciones internacionales focalizadas en la atracción de inversión desde países del norte global, Estados Unidos (país inversor de la Braden Cooper Company), Suiza (país al cual pertenece la empresa Nestlé), e Italia (asociada a la empresa Fiat, con fábrica en Graneros desde 1966 a 1981). Durante los años cincuenta y sesenta, la comuna se benefició de los recursos enviados desde el gobierno de John F. Kennedy a Chile, en el marco de los planes de desarrollo de la Alianza para el Progreso, así como las buenas relaciones entre Chile e Italia durante los gobiernos de Jorge Alessandri y Eduardo Frei Montalva, inscritas en el marco de la Internacional Demócrata Cristiana (IDC), los cuales impulsaron la fundación y posterior consolidación de la CORFIAT (filial chilena de la italiana Fiat). Posteriormente, a partir del Golpe de Estado del 11 de septiembre de 1973, el rompimiento de relaciones entre Italia y la Dictadura chilena, fue un factor desencadenante para el cierre de la fábrica en 1981.

### SigloXXI

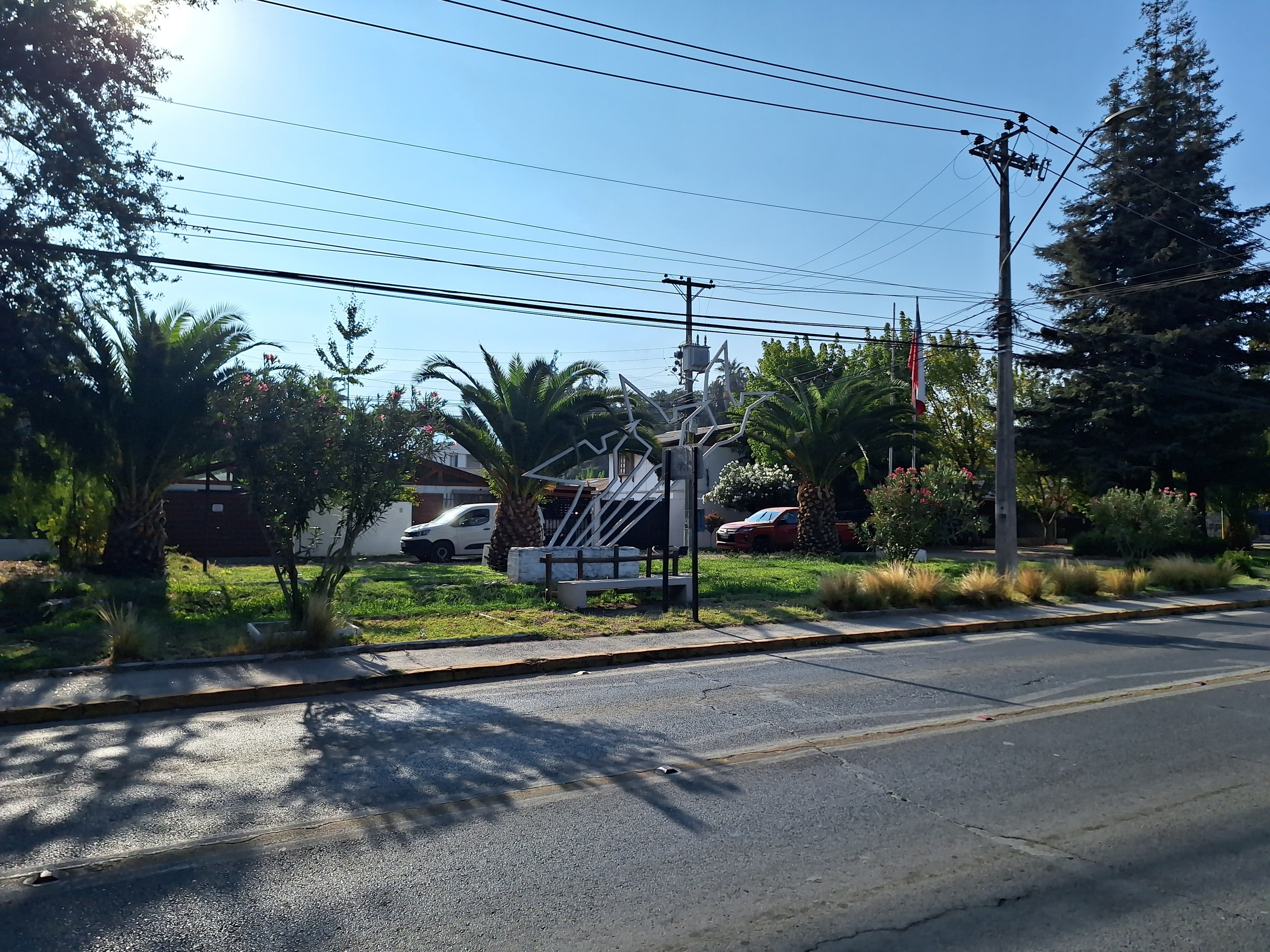
Plaza Nelson Mandela, Villa El Roble, Graneros.

Desde los años 2000, las relaciones internacionales de la comuna de Graneros se caracterizan por la realización de actividades conjuntas de hermanamiento y cooperación internacional emprendidas por la Municipalidad de Graneros y misiones diplomáticas de países de América Latina y el sur global, tales como Argelia, Bolivia (con foco en la asistencia social y gestión administrativa a nivel municipal de migrantes laborales bolivianos, los cuales se desplazan anualmente hacia la comuna en temporada agrícola estival), Brasil (en el ámbito de cooperación educacional), Malasia y Sudáfrica.
En 2017, la Municipalidad de Graneros en conjunto a la Embajada de Sudáfrica en Chile inauguró la plaza pública Nelson Mandela, ubicada en Villa el Roble (sector norponiente de la comuna), en honor al Nobel de la Paz y líder sudafricano, figura histórica crucial en el activismo contra el régimen de segregación racial del apartheid. Desde 2018, la comuna cuenta con una Oficina de Inmigración y No Discriminación, vinculada a la Dirección de Desarrollo Comunitario (DIDECO), encargada de la orientación a la población migrante en materia de trámites de visas, permiso de trabajo y residencia, y derechos de salud, laborales y educativos. En 2019, Graneros obtuvo el Sello Migrante otorgado por el Servicio Nacional de Migraciones.

## Deportes

### Fútbol
La comuna de Graneros ha mantenido a un club participando en los Campeonatos Nacionales de Fútbol en Chile.
- Chiprodal[27] (Cuarta División 1983-1991 y 1994/Tercera División 1992 y 2006-2008).

## Transporte
La comuna de Graneros forma parte de los sistemas de transporte interregional (Región Metropolitana/Región de O'Higgins), y del radio periurbano del área metropolitana de Santiago y Conurbación Rancagua-Machalí, integrando los siguientes servicios interurbanos:
- Tren Rancagua - Estación Central: Con tiempos de llegada en 1 hora desde Estación Central (Combinación ) a Estación Graneros,[28] 45 minutos desde Estación San Bernardo (combinación Tren Nos - Estación Central), y 8 minutos desde Estación Rancagua.
- Tren San Fernando - Estación Central: Con tiempos de llegada de 44 minutos desde Estación San Fernando a Estación Graneros, y 30 minutos desde Estación Rengo.
- Buses Interurbanos Rancagua/Santiago: Servicios periódicos desde Terminal Sur y Terminal Alameda (ubicados en estación de metro Universidad de Santiago ), Terminal San Borja (situado en Estación central, combinación ) y Estación Intermodal Bellavista de La Florida (localizada en estación de metro Bellavista de La Florida ), con tiempos de llegada aproximados de 1 hora y 30 minutos al cruce entre Ruta Travesía y Av. La Compañía (principal arteria vial de la comuna).
- Trans O'Higgins: Sistema de transporte público de la Conurbación Rancagua-Machalí con 2 recorridos periódicos de autobuses entre Rancagua y Graneros, y 1 recorrido periódico entre Rancagua, Graneros y San Francisco de Mostazal: 
  - Recorrido Graneros/Rancagua (Graneros-Tuniche/Ruta H-10): Con salidas desde Rodoviario Rancagua/Ruta H-10 (Av. Salvador Allende)/Av. La Compañía.
  - Recorrido Graneros/Rancagua (Graneros-Carretera): Con salidas desde Rodovario Rancagua/Av. República/Ruta Travesía (Ex-Ruta 5 Sur)/Av. La Compañía.
  - Recorrido San Francisco/Graneros/Rancagua (San Francisco-Tuniche/Ruta H-10): Con salidas desde Rodoviario Rancagua/Ruta H-10 (Av. Salvador Allende)/Av. Independencia (San Francisco de Mostazal).
- Otros servicios de transporte interurbano: Líneas de colectivos con recorridos periódicos entre Graneros y Rancagua, La Compañía, San Francisco de Mostazal y Codegua.